# Nocticanace texensis
Nocticanace texensis är en tvåvingeart som beskrevs av Wheeler 1952. Nocticanace texensis ingår i släktet Nocticanace och familjen Canacidae. Inga underarter finns listade i Catalogue of Life.